# خانه حمید عزیزی
خانه حمید عزیزی مربوط به دوره قاجار است و در ابرکوه، محله درب قلعه، خیابان شهید حسن اکرمی واقع شده و این اثر در تاریخ ۲۸ اسفند ۱۳۸۶ با شمارهٔ ثبت ۲۲۷۶۴ به‌عنوان یکی از آثار ملی ایران به ثبت رسیده است.